# دهلاویه (موشک)
دهلاویه موشک هدایت‌شونده ضدتانک ۹ ام۱۳۳ کورنت روسی است که توسط وزارت دفاع و پشتیبانی نیروهای مسلح جمهوری اسلامی ایران  مهندسی معکوس شده‌است. این موشک ضد زره در تاریخ ۱۷ تیر ۱۳۹۱ توسط وزیر دفاع ایران، سرتیپ پاسدار احمد وحیدی رونمایی شد.
این موشک جهت یادبود مصطفی چمران، به نام محل کشته شدن وی، «دهلاویه» نامیده شده‌است. این نوع موشک به هنگام شلیک صدای منحصر به فردی از خود ایجاد می کند و مثل ماهی که در آب شنا می کند عمل می کند و هدایت شونده ضدتانک است و معروف و مشهور به دهلاویه است و یکی از بهترین ها در نوع خود محسوب می شود.

## مشخصات فنی
این موشک یکی از جدیدترین موشک‌های ضد زره تاکتیکی ساخت وزارت دفاع ایران است که وزنی در حدود ۲۲/۷ کیلوگرم دارد که از این مقدار ۶/۸ کیلوگرم به سر جنگی دو مرحله‌ای آن اختصاص دارد، برد عملیاتی این سلاح در صحنه درگیری در بازه ۱۰۰ تا ۵۵۰۰ متر تخمین زده می‌شود. اگر برای شلیک این موشک از سیستم دید در شب استفاده شود بردِ آن تا شعاع ۳۵۰۰ متری کاهش می‌یابد. وزن پرتابگر این موشک ۲۶ کیلوگرم بوده که قابلیت حمل توسط خدمه را دارد. پرتابگر دهلاویه نیز هر چند شباهت‌هایی به پرتابگر توسن دارد اما در آن؛ لوله حاوی موشک در قسمت فوقانی دوربین قرار گرفته و موشک پس از رصد از طریق دوربین به سوی هدف شلیک می‌شود. به گزارش خبرآنلاین، هدایت این موشک، به صورت نیمه خودکار صورت می‌گیرد و میزان نفوذ آن بیش از ۱۰۰۰ میلی‌متر است. سرعت موشک ۲۵۰ متر بر ثانیه است. این موشک شباهت ظاهری بسیاری با موشک کورنت روسی دارد. با این وجود سایت تسنیم در خبری مدعی شد که بین این دو موشک، تفاوت‌های مورفولوژی و شکل بالک قرار دارد.

### نام‌گذاری
این موشک جهت یادبود مصطفی چمران، به نام محل کشته شدن وی، «دهلاویه» نامیده شده‌است.

### نسخه هواپایه
مدر هواپایه این موشک، که دارای هدایت لیزری و بُردی بیشتر از ۸ کیلومتر است توسط نیروهای هوانیروز ارتش جمهوری اسلامی ایران استفاده می‌شود. بنا به گزارش اسپوتنیک: «موشک دهلاویه هواپایه» در کنار موشک‌های «حیدر» و «قمربنی هاشم (ع)» با همکاری وزارت دفاع و جهاد خودکفایی هوانیروز ارتش جمهوری اسلامی ایران طراحی و ساخته شده‌است. این نوع از موشک‌ها --به همراه موشک‌های «موشک حیدر» و «قمربنی هاشم» -- به صورت تولید انبوه بر روی بالگردهای شکاری-۲۰۹ نصب می‌شود.

### ویژگی‌ها
موشک دهلاویه با بهره‌برداری از سیستم هدایت بومی و بسیار پیشرفته که توسط وزارت دفاع جمهوری اسلامی ایران ساخته شده‌است در مقابل انواع جنگ‌های الکترونیکی مقاوم است، به گفته احمد وحیدی سرجنگی بسیار قدرتمند، قابلیت نفوذ در زره واکنشی انفجاری، موتور پرواز موشک‌انداز و قابلیت حمل توسط نفر موجب شده که سامانه موشکی ضد زره دهلاویه به یک جنگ‌افزار بسیار کارآمد در انهدام اهداف زرهی اعم از تانک، نفر بر شنی‌دار و خودروهای امرپ تبدیل شود. تیم آمادگی و شلیک این موشک، دو یا سه نفره است.
این سامانه موشکی می‌تواند اهداف متحرک و ثابت زرهی، اهداف دریایی و هوایی مانند بالگردها را منهدم نماید. از جمله اهداف این موشک، پهپادها در ارتفاع کم عنوان شده‌اند. دهلاویه هم با بهره‌گیری از تجربه موشک کورنت و نفوذ بسیار زیاد در زره می‌تواند در رزم‌های زمینی موفق عمل کند. با وجود نصب فیوزهای لیزری بر روی نسخه جدید این موشک، احتمال می‌رود که قابلیت ضد بالگردی یا قابلت حمله از بالا (به سبک موشک طوفان) برای این موشک در نظر گرفته شده‌است. برای نسخه جدید این موشک، ۳ کیلومتر افزایش برد ادعا شده‌است.

## تاریخچه
دهلاویه یک موشک هدایت‌شونده ضدتانک است که توسط وزارت دفاع و پشتیبانی نیروهای مسلح جمهوری اسلامی ایران ساخته شده‌است. این موشک ضد زره در تاریخ ۱۷ تیر ۱۳۹۱ توسط وزیر دفاع ایران، سرتیپ پاسدار احمد وحیدی رونمایی شد. ایران بعدها از یک نسخه ارتقاء یافته این موشک نیز رونمایی کرد. ایران در پی تحریم‌های آمریکا، قصد دارد تا توان دفاعی خود را بومی‌سازی کرده و در زمینه سلاح‌های ضد زره، تانک و موشک، توسعه یابد.
در فوریه ۲۰۲۰، نیروهای آمریکایی مدعی شدند که تعدادی از موشک‌های دهلاویه را در یک قایق در آب‌های خلیج فارس کشف و مصادره کرده‌اند. جانشین فرمانده نیروهای زمینی ارتش ایران خبر داد که در رزمایش ۱۴۰۱ این نیرو، از نفربرهایی رونمایی شده‌است که لانچر دوقلوی موشک‌های دهلاویه بر روی آنها نصب شده‌است. موشک دهلاویه ۲ که نسخه پیشرفته از موشک دهلاویه عنوان شده، در فروردین ماه ۱۴۰۲ در اختیار نیروهای زمینی ارتش قرار گرفت.

### فروش

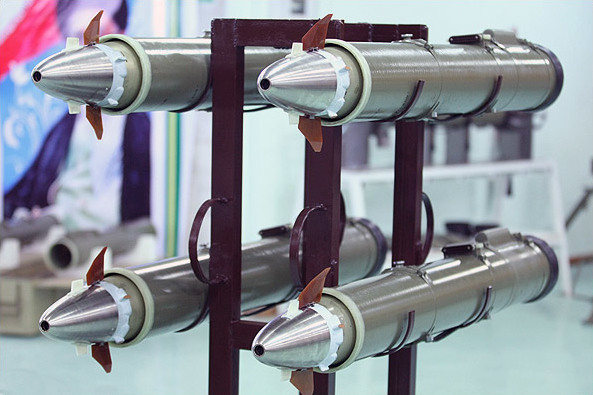

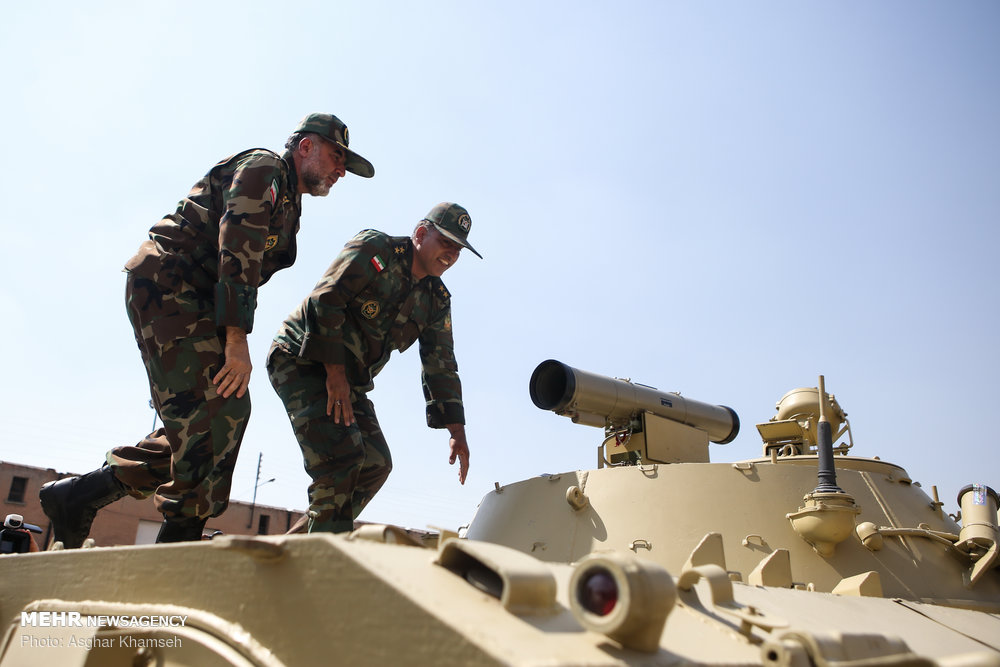

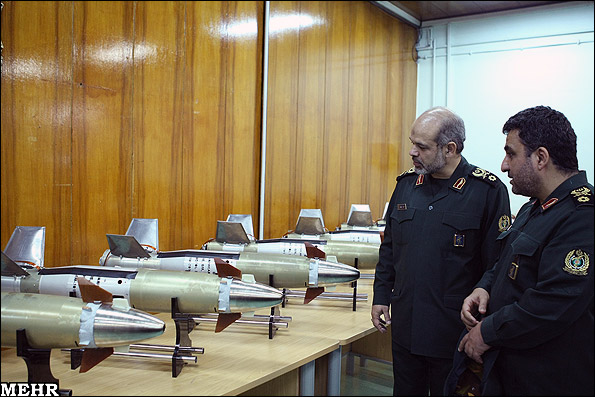

برخی منابع خبر از تحویل تعدادی از این نوع موشک‌ها توسط ایران به ارمنستان می‌دهند.

بر طبق ویدیوهای منتشر شده از سربازان روسی، این موشک یا چیزی شبیه به آن در طی جنگ روسیه و اوکراین، مورد استفاده طرف روسی قرار گرفته‌است. منابع خبری، با توجه به فروش پهپادهای ایرانی به روس‌ها، احتمال دادند موشک‌های هدایت‌شونده دهلاویه نیز در اختیار سربازان روسی قرار گرفته‌است. با این وجود مقامات ایرانی در خصوص این موضوع، واکنشی نشان نداده‌اند. 

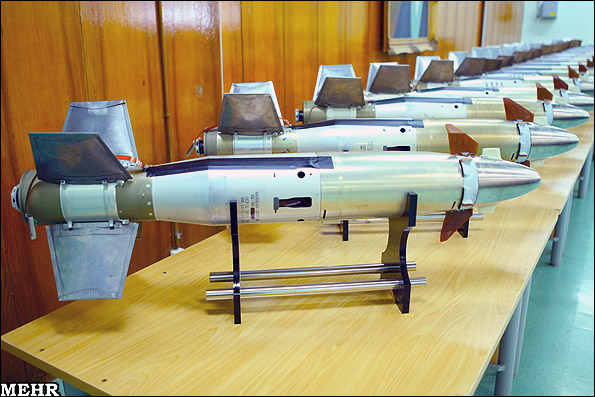